# Colonització del punt de Lagrange
La colonització dels punts de Lagrange és un tema tractat a les obres de ciència-ficció sobre la colonització de l'espai. Consisteix en la instal·lació d'hàbitats artificials permanents situats en un dels cinc punts d'equilibri gravitatori que poden existir entre un estel i un planeta o entre un planeta i la seva lluna. Aquests punts tenen dos avantatges: un objecte artificial que s'hi instal·laria consumiria poca energia per quedar-s'hi i s'ubicaria en un lloc ideal per arribar als dos objectes celestes als quals s'associa.
Aquests punts existeixen en diverses ubicacions del Sistema solar però només la colonització dels punts de Lagrange dels sistemes Terra-Lluna i Sol-Terra han estat objecte d'estudi especulatiu. Des d'una colònia situada en un d'aquests punts, un vehicle espacial pot arribar a la Lluna, la Terra o un dels molts objectes propers a la Terra a un cost d'energia relativament baix.

## Sistemes

### Terra-Lluna

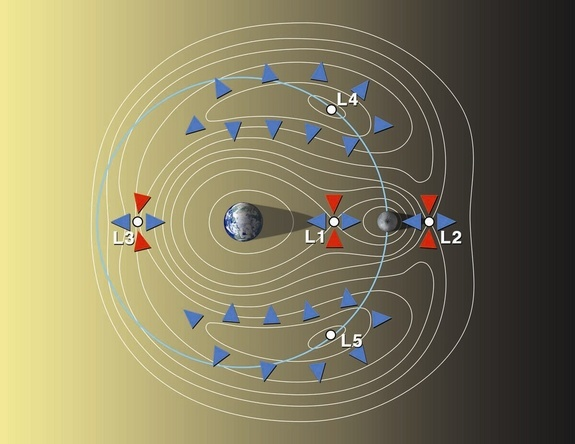
Visualització de les ubicacions dels punts de Lagrange en el sistema Terra-Lluna.

Els punts de Lagrange L1 i L₂ tenen certs avantatges per a l'exploració lunar. Permeten la comunicació amb el satèl·lit natural de manera molt més eficient que a la Terra i les operacions amb robots controlats a distància, com l'astromòbil lunar, es beneficiarien d'un temps de resposta reduït.
Per tant, una estació espacial situada al punt L1 permetria arribar a la Lluna en un màxim d'un dia. El punt L₂, en canvi, està completament protegit de les interferències procedents de la Terra. Un telescopi espacial instal·lat allí proporcionaria millors imatges que les existents. El punt L₃, perfectament recte amb L1 i L₂, es troba gairebé exactament enfront de L1. No obstant això, aquests punts requereixen una important propulsió espacial ja que no són perfectament estables.
Els punts L₄ i L₅, en canvi, són llocs d'equilibri perfecte. Si un objecte col·locat allà es desvia lleugerament de la seva posició, les forces gravitatòries el tornaran a la seva ubicació original. Per tant, romandria a una distància constant de la Terra, sense necessitat de força externa per mantenir la seva posició. A més, els punts designen una superfície, o un volum d'espai, on seria possible iniciar una colonització de l'espai. Aquests punts podrien, en la mateixa línia, servir com a estacions de reabastament per a viatges interplanetaris.

### Sol-Terra

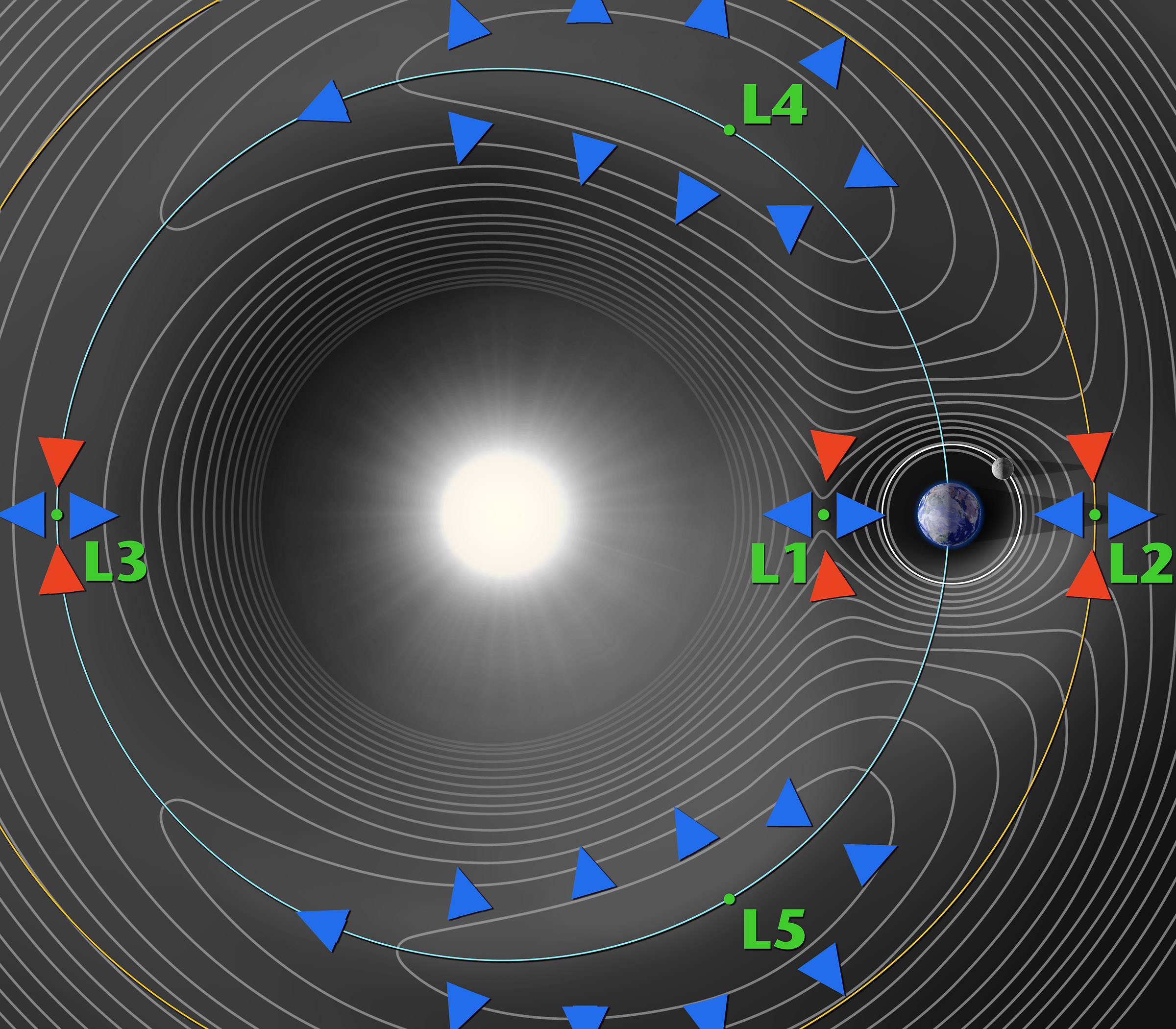
Representació dels punts de Lagrange del sistema Sol-Terra.

En el sistema Sol-Terra, el punt L1 seria el lloc ideal perquè una estació espacial capti els vents solars, ja que arriben a la Terra només una hora després de passar aquest punt de Lagrange. Moltes missions no tripulades ja l'han tingut com a destinació. La International Sun-Earth Explorer 3 (ISEE-3) va ser el primer objecte fet per l'home col·locat en aquest punt, l'any 1978. Després d'haver canviat l'assignació del satèl·lit, el seu treball el realitzen avui les sondes espacials SoHo i ACE.
El punt L₂ ha estat designat per la NASA com el futur lloc d'un gran observatori de raigs infrarojos, el telescopi espacial James Webb. Aquest punt proporciona una condició essencial per al telescopi: l'estabilitat de la temperatura aportada per l'alineació de la Terra, el Sol i la Lluna, garantint la qualitat de la imatge. Per tant, està fins i tot prou lluny de la Terra perquè la radiació emesa per ella no pertorbi el calibratge dels seus instruments. És per substituir el telescopi Hubble el 2021. Aquest punt, així com L1, són tanmateix inestables des del punt de vista dinàmic: un objecte col·locat allà es desviarà de la seva trajectòria de manera exponencial, és a dir, en pocs mesos. Per tant, és adequat utilitzar una de les òrbites al seu voltant per evitar aquest problema.
El punt L₃, alineat amb els punts L₂ i L1, també és inestable, com en el sistema Terra-Lluna. Per tant, tindria poca utilitat, a part de la possibilitat d'estacionar-hi una nau espacial per a l'observació.
Tanmateix, els punts L₄ i L₅ es mantenen estables com els seus equivalents Terra-Lluna, al contrari dels punts L1 i L₂.

## Òrbites associades
El segon interès relacionat amb la colonització de punts de Lagrange resideix en les òrbites creades per la resultant de les interaccions gravitatòries de sistemes de tres cossos (on els dos primers cossos són els dos components del sistema i el tercer l'objecte en òrbita). Alguns d'ells tenen l'avantatge de ser periòdics i estables, mentre que altres no. Tanmateix, tenen el mateix punt en comú: una nau espacial col·locada allà pot recórrer la seva òrbita sense recórrer a la propulsió espacial.

### De Lissajous

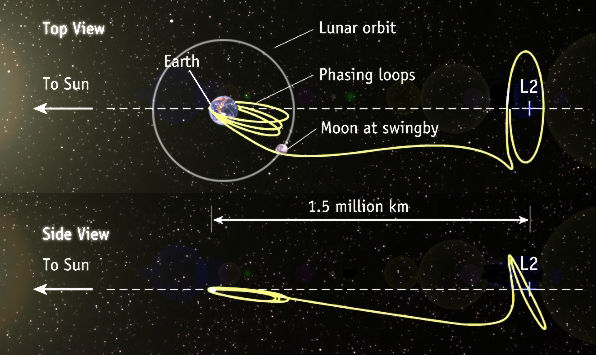
Un exemple d'òrbita de Lissajous al voltant del punt L₂ del sistema Sol-Terra.

Les òrbites de Lissajous consisteixen en corbes de Lissajous, que reben el nom del matemàtic del mateix nom, que tenen components en el pla orbital del sistema de dos cossos així com el pla ortogonal associat. Des d'una òrbita d'aquest tipus situada al voltant del punt L1 del sistema Terra-Lluna, és possible arribar fàcilment a qualsevol punt d'una banda circular situada a l'equador de la Lluna. També seria possible sobrevolar qualsevol part del satèl·lit natural, excepte els pols, donada la forma de vuit d'aquesta òrbita. Per tant, la col·locació d'una estació espacial allà oferiria un viatge òptim a la Lluna així com comunicacions econòmiques amb amissió d'exploració lunar. Tanmateix, aquestes òrbites tenen l'inconvenient de ser no periòdiques.

### En halo

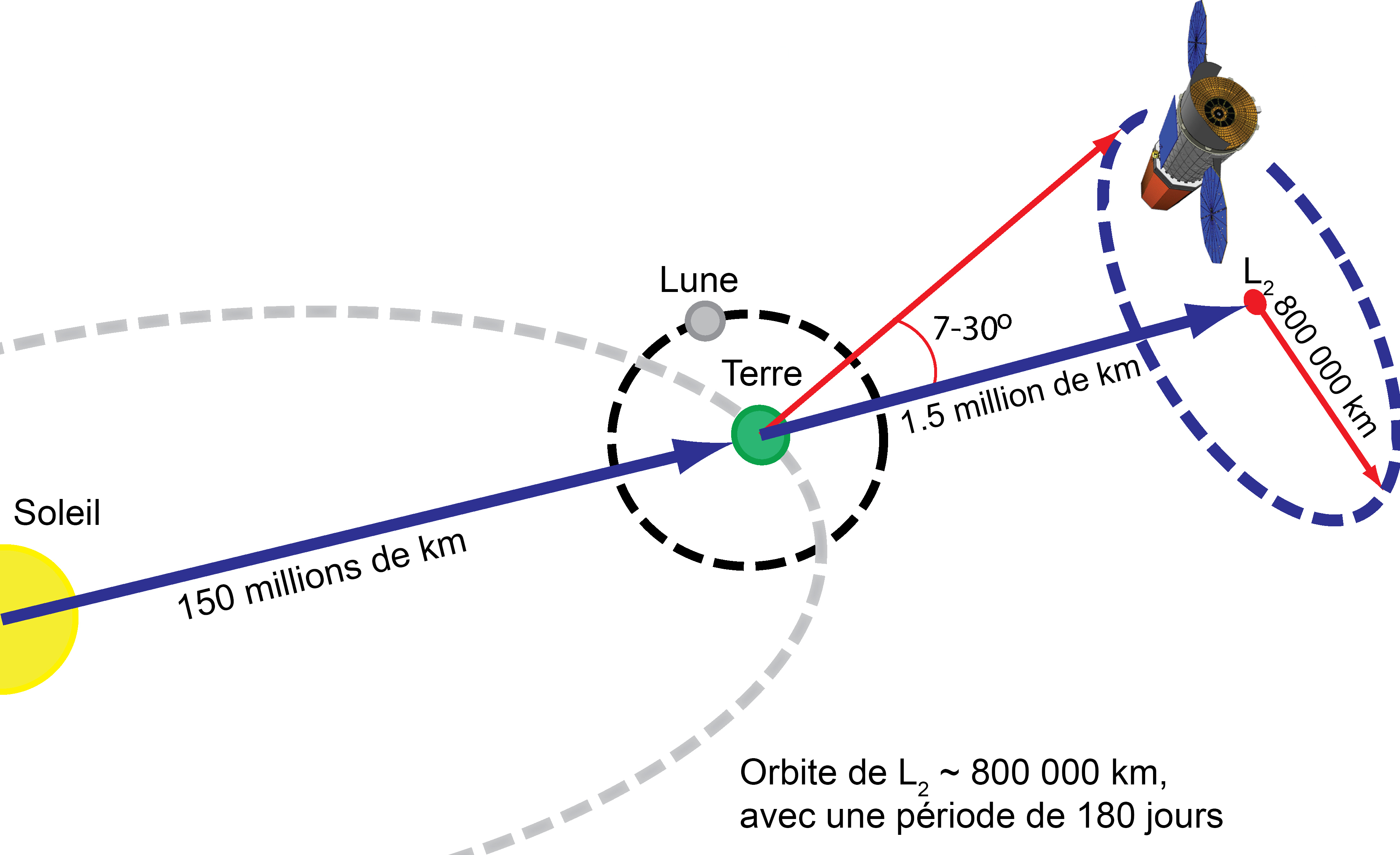
Òrbita en halo al voltant del punt L₂ del sistema Sol-Terra.

Les òrbites d'halo són el·líptiques i contingudes en el pla ortogonal al pla orbital d'un punt de Lagrange. La missió Genesis  va utilitzar aquesta òrbita des del 2001 fins al 2004 al voltant del punt L1 del sistema Sol-Terra. Això és interessant perquè la sonda només necessitava una empenta de sis metres per segon per entrar-hi i mantenir una velocitat constant i, per la seva forma d'el·lipse, una despesa energètica molt petita per sortir-ne i tornar a la Terra. La NASA va dur a terme un estudi el 1971 proposant una estació espacial situada al punt L₂ del sistema Terra-Lluna. Un dels avantatges proposats és l'accessibilitat amb relació a la Terra: l'òrbita halo realitzant un cercle al voltant de la Lluna, el satèl·lit natural mai és un obstacle per a les telecomunicacions entre l'estació i la Terra. Una altra missió espacial, el SOHO, utilitza actualment aquest tipus d'òrbita. Tanmateix, es diu que és de classe 2, és a dir, que va en una direcció de revolució contrària a la vista des de la Terra.

### De Liapunov

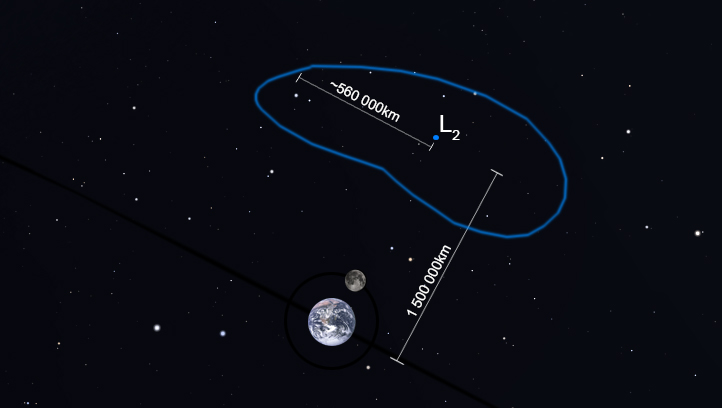
Òrbita aproximada de Lyapunov al voltant del punt L₂ del sistema Sol-Terra. La forma i les distàncies són orientatives.

Les òrbites de Liapunov són una sèrie d'òrbites en forma de trajectòries corbes, que es troben completament dins del pla orbital de dos objectes celestes. Són, com les òrbites d'halo, periòdiques. Una simulació realitzada amb el programari Systems Tool Kit va determinar que una missió d'aproximadament tres anys i sis mesos utilitzaria aproximadament 3,3 kg de combustible per mantenir una òrbita estable al voltant del punt L₂ del sistema Sol-Terra. L'objecte col·locat allà completaria cinc revolucions i mitja al voltant del punt durant aquest període. Tanmateix, la complexitat matemàtica d'aquesta òrbita és significativa. Una missió de tan curta durada com l'esmentada anteriorment requereix moltes correccions així com càlculs rigorosos per evitar que l'objecte desviï cap a l'infinit o caigui al pou gravitatori de la Terra, no essent L₂ estable.

## Desavantatges

### Impacte en la salut

Estructura de la magnetosfera.

Un dels inconvenients específics de la colonització dels punts de Lagrange prové de l'absència de protecció natural contra els raigs còsmics i solars que tenen efectes nocius per a la salut humana. De fet, la magnetosfera terrestre només protegeix certs punts de Lagrange, però per contra també crea una zona molt radioactiva anomenada cinturó de Van Allen en la qual es troba el punt L₂. El mateix passa amb els altres punts del sistema Terra-Lluna, que es troben majoritàriament fora de la magnetosfera o en una zona d'aquesta que ofereix una protecció insuficient.
En el sistema Sol-Terra, tots els punts de Lagrange es troben completament fora del camp magnètic terrestre, excepte el punt L₂ que alterna entre la plasmagaïna i la cua de la magnestosfera.

### Cost financer
Els programes actuals de la colonització espacial es deriven majoritàriament de la ciència-ficció. Tanmateix, és possible establir a partir dels plans projectats de la colonització lunar la viabilitat de colonitzar els punts de Lagrange.
Dos països han mostrat interès per establir un habitatge permanent al satèl·lit natural de la Terra en els últims anys. Es tracta de la Xina, que té previst utilitzar els seus excedents pressupostaris així com les seves habilitats tècniques per "apropiar" part de la Lluna el 2030., i de Rússia, que va establir un pla estratègic el 2014 per enviar una tripulació robòtica en un termini de dos anys i fundar una colònia al mateix temps que el seu aliat asiàtic.
La presència de molts minerals i elements químics a la Lluna la converteix en una destinació industrial potencial. A més, seria possible, utilitzant tècniques de mineria, construir estructures, a diferència dels punts de Lagrange que no ofereixen cap recurs, a part dels objectes propers a la Terra que estan propers. El problema de la protecció dels raigs còsmics es podria resoldre amb una base subterrània, mentre que una estació espacial en òrbita requeriria un blindatge pesat. L'antic candidat a les eleccions presidencials de 2012 Newt Gingrich havia estimat una missió de 104.000 milions per enviar quatre homes a la Lluna el 2018. Una missió permanent seria de l'ordre d'un bilió de dòlars.
Aquests costos, tanmateix, es poden revisar a la baixa donat que els punts de Lagrange no presenten la dificultat de l'allunatge i que alguns punts del sistema Terra-Lluna estan més a prop que la Lluna. La creació d'un hàbitat espacial permanent, però, representa un dels majors reptes tecnològics, financers i humans del segle xxi.

## Plans actuals

### X Prize
Va ser durant una conferència l'any 2006 que es va presentar la creació d'un incentiu financer mitjançant un concurs, com el X Prize. Consisteix a establir un habitatge permanent en un dels punts de Lagrange segons una llista de criteris. La persona o persones que aconsegueixin aquest objectiu reben llavors un premi considerable. Aquesta tècnica, per exemple, va permetre que el primer vol suborbital no governamental veiés la llum el 2004.
Un exemple d'un projecte especulatiu per a una colònia autosuficient, capaç d'extreure i després transformar la regolita dels asteroides propers i situada al punt L1 del sistema Terra-Lluna, com a referència i punt de partida per a possibles participants. El seu cost s'estima en 5.315 milions de dòlars estatunidencs (USD) en aquell moment, que és una mica més de 6.241 milions de dòlars estatunidencs el 2014.

### Bigelow Aerospace

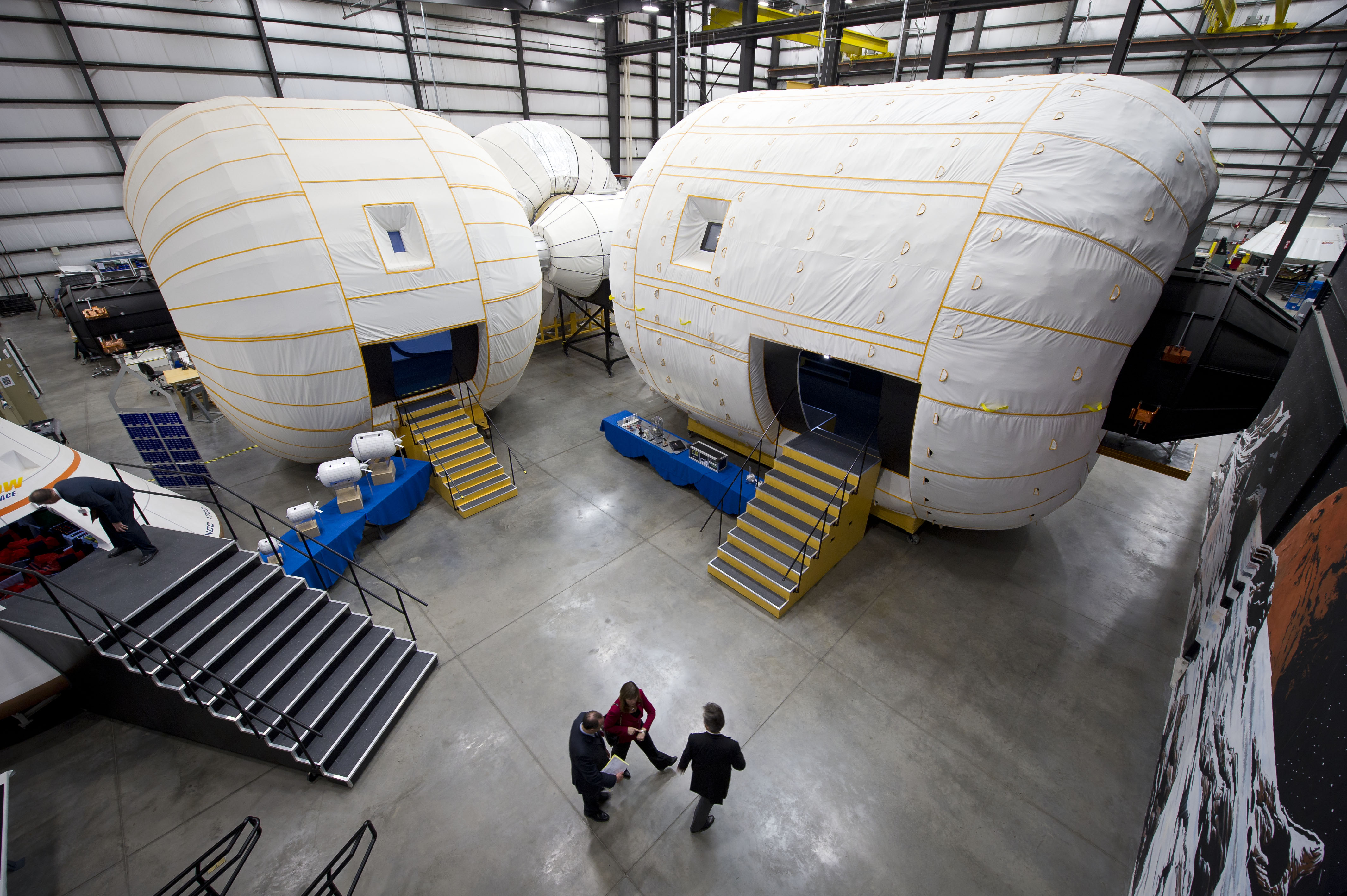
Un exemple del concepte de mòdul inflable de Bigelow Aerospace.

L'any 2010, l'empresa estatunidenca Bigelow Aerospace va anunciar la seva intenció d'utilitzar el mòdul d'hàbitat inflable espacial que havia desenvolupat, el B330, per a una possible colonització del mateix punt de Lagrange esmentat més amunt. El cost a l'any 2014 d'un bitllet d'anada i tornada a aquesta instal·lació juntament amb el lloguer d'un terç (110 metres cúbics d'espai) durant dos mesos seria d'uns 51,5 milions de dòlars americans.

La companyia de Robert Bigelow es troba entre els que 
| « | s'espera raonablement que el 2015 hagi o estigui a punt d'establir un turisme espacial orbital substancial | » |

, segons l'esmentada conferència. Entre aquestes companyies també hi ha Virgin Galactic, la primera empresa privada que ofereix vols en ingravidesa.

## En la cultura popular
La colonització de punts de Lagrange és un concepte desenvolupat en moltes obres de ciència-ficció. Els treballs següents aborden en diferents graus la colonització dels punts de Lagrange:
- la sèrie de notícies Venus Equilateral (1947) escrit per George O. Smith (anglès) té lloc en una estació espacial tripulada i autònoma, situada al punt L₄ del sistema Sol-Venus[31];
- la novel·la A Fall of Moondust (1961]) d'Arthur C. Clarke relata una manifestació de vida extraterrestre a la Lluna detectada per un científic que resideix en un satèl·lit al punt L₂ del sistema Terra-Lluna;
- en la Gaea trilogy (anglès), John Varley escenifica un futur (segle xxi al segle xxii)[32] on s'estableixen diverses colònies terrestres al voltant de punts de Lagrange.[33][34]

Al marge d'aquest concepte, el punt L₃ del sistema Sol-Terra és per tant la ubicació d'un Anti-Terra, encara que avui la mecànica newtoniana ha demostrat la impossibilitat.